# فوستا

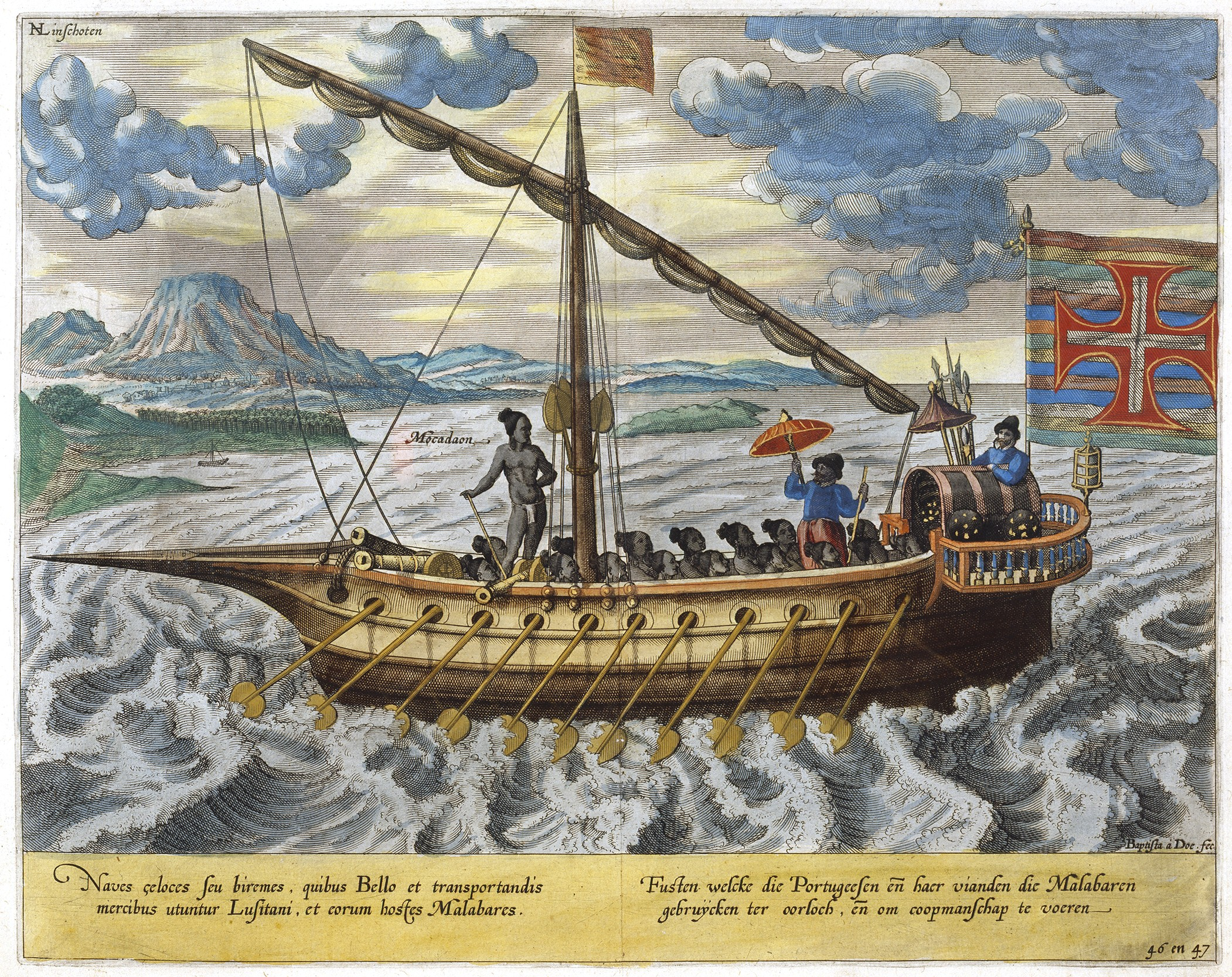

فوستا (انگلیسی: Fusta) یک کشتی باریک، سبک و سریع با کشش کم عمق بود که با دو پارو و بادبان - در اصل یک گالی کوچک (کشتی باستانی) بود. معمولاً ۱۲ تا ۱۸ نیمکت پارویی دو نفره در هر طرف داشت، یک دکل منفرد با بادبان سه‌گوش (مثلثی شکل) و معمولاً دو یا سه تفنگ حمل می‌کرد. بادبان برای گشت و گذار و صرفه جویی در انرژی پاروزنان استفاده می‌شد، در حالی که پاروها کشتی را به داخل و خارج از بندر و در حین نبرد به حرکت درمی‌آوردند.